# Helene Kalisch
Helene Minna Martha Kalisch  (* 21. August 1878 in Berlin; † 22. Mai 1945 ebenda) war eine deutsche Modistin und Schriftstellerin.

## Leben und Wirken
Helene Kalisch stammte aus der Ehe des Gärtners Otto Rudolf Konrad Kalisch und seiner Ehefrau Ernestine geb. Lalleine. Sie war danach als angestellte Modistin in Berlin tätig. 1916 veröffentlichte sie ihren ersten Roman. 1921 lebte sie in Berlin-Friedrichshain in der Bossestraße 11 und war Mitglied im Allgemeinen Deutschen Schriftsteller-Verband.  In diesem Jahr gab es auch ein Foto von ihr  in der Zeitschrift Das Blatt der Hausfrau.
Helene Kalisch starb ledig 1945 im Alter von 66 Jahren in ihrer Wohnung in Berlin-Lichtenberg. Als Todesursache sind eine Lungenentzündung und Kreislaufschwäche angegeben.
Einige Archivalien über sie  befinden sich im Bundesarchiv und in der Staatsbibliothek zu Berlin, darunter ein Brief von 1922 an den bekannten Lexikographen Franz Brümmer mit biographischen Angaben.

## Werke
- Charlotte Klinger. Ein Roman aus dem Geschäftsviertel Berlins, Ullstein-Bücher, 1916 kurze Auszüge
- Der lockende Ruf, Ullstein-Bücher, Berlin 1918
- Flammen, Ullstein-Bücher, Berlin 1921
- Kampf um Barabara, Enßlin & Laiblin, Reutlingen 1930
- Die Diva und die Unscheinbare, Waldheim-Eberle, Wien 1930; Digitalisat DNB 2017
- Das Haus am Nebelberg, Meister, Werdau 1933
- Du meines Herzens Krönelein, Rothbart, Leipzig 1939